# Städtisches Stadion an der Düsternortstraße
Das Städtische Stadion an der Düsternortstraße, auch bekannt als Stadion Düsternort, ist ein Fußballstadion mit Leichtathletikanlage in der niedersächsischen Stadt Delmenhorst.

## Lage und Ausstattung
Das Städtische Stadion befindet sich im Delmenhorster Stadtteil Düsternort und grenzt im Westen an die Düsternortstraße, im Osten an den Hasporter Damm. Etwas weiter südlich vom Stadion verläuft die Bundesautobahn 28. Das Fassungsvermögen liegt heute bei 12.000 Plätzen, jedoch sind nur die Hälfte davon zur Nutzung freigegeben. Auf der Haupttribüne befinden sich rund 900 überdachte Sitzplätze. Das Spielfeld besteht aus einem Naturrasen und ist von einer Leichtathletiklaufbahn umgeben. Gegenüber der Haupttribüne befindet sich ein großes Backsteingebäude, in der sich die Umkleideräume und die Sprecherkabine befindet. Neben dem Stadion befinden sich fünf weitere Plätze, davon vier mit Naturrasen und einen Aschenplatz.

## Geschichte
Gebaut wurde das Stadion in den Jahren 1930 und 1931 und wurde im Zweiten Weltkrieg beschädigt. Erst im Jahre 1951 wurde das Stadion wieder hergerichtet. Nachdem sich der Verein SSV Delmenhorst im Mai 1953 mit dem Besitzer ihres bisherigen Stadions Hinter dem Anker, den Deutschen Linoleum-Werken verkrachten, zog der SSV in das Städtische Stadion um. Im Jahre 1962 erreichte der SSV die Aufstiegsrunde zur seinerzeit erstklassigen Oberliga Nord. Beim ersten Heimspiel der Runde am 13. Mai 1952 gegen den SV Arminia Hannover begrüßten die Delmenhorster dort 7000 Zuschauer, was gleichzeitig den Vereinsrekord für den SSV darstellte. Allerdings scheiterte der SSV am Aufstieg, da die Hannoveraner sich durchsetzen konnten.
Am 13. Juli 1973 fusionierte der SSV mit ihrem langjährigen Lokalrivalen Roland Delmenhorst sowie dem im Handball erfolgreichen Verein VSK Bungerhof zum SV Atlas Delmenhorst. Der Verein entwickelte sich zu einer Zuschauerhochburg und verzeichnete in der Landesligasaison 1975/76 einen Zuschauerschnitt von rund 4000. Im Sommer 1976 wurde die Haupttribüne mit 900 überdachten Sitzplätzen erbaut. Während der Saison 1986/87 wurde das Stadion in einem Zeitraum vom 13 Monaten renoviert. Dabei wurde die Aschenbahn durch eine Tartanbahn ersetzt und Wege gepflastert. Die Atlas-Fußballer wichen für diese Spielzeit in das Stadion am Schützenhaus Tell, der sportlichen Heimat des Stammvereins VSK Bungerhof, aus.
Nach dem Rückzug des Sponsors Atlas Weyhausen wurde der Verein am 7. Oktober 1999 in Delmenhorster SC umbenannt, bevor der Verein drei Jahre später Insolvenz anmelden musste und aufgelöst wurde. Als Nachfolgeverein wurde Eintracht Delmenhorst gegründet, dessen Fußballabteilung sich am 4. April 2012 unter dem Namen SV Atlas Delmenhorst abspaltete. Die Fußballer des neuen Vereins SV Atlas Delmenhorst nutzen ebenfalls das Stadion Düsternort. Die Frauenmannschaft des TV Jahn Delmenhorst spielt seit dem Aufstieg in die 2. Bundesliga Nord ebenfalls im Stadion an der Düsternortstraße. Weitere Nutzer sind die Amateurvereine SV Tur Abdin, KSV Hicretsport und Rot-Weiß Hürriyet.

## Weitere Nutzung
Die deutsche Fußballnationalmannschaft der Frauen spielte zweimal im Delmenhorster Stadion. Am 1. Mai 1983 trennte sich die deutsche Elf im Rahmen der Qualifikation zur Europameisterschaft 1984 mit 1:1 von Dänemark. Das zweite Spiel in Delmenhorst fand am 6. September 1987 statt. Beim 3:2-Sieg im Freundschaftsspiel gegen Island gelang der späteren Bundestrainerin Silvia Neid als erste drei Tore in einem Spiel. Am 3. Juli 1994 wurde das Endspiel um die Deutsche A-Jugendmeisterschaft zwischen Werder Bremen und Borussia Dortmund an der Düsternortstraßen ausgetragen. Die Gäste aus Dortmund setzten sich mit 3:2 Toren durch.